# Peckia alvesia
Peckia alvesia är en tvåvingeart som beskrevs av Andy Z. Lehrer 2006. Peckia alvesia ingår i släktet Peckia och familjen köttflugor. Inga underarter finns listade i Catalogue of Life.